# 4894 Аск
4894 Аск (4894 Ask) — астероїд головного поясу, відкритий 8 вересня 1986 року.
Тіссеранів параметр щодо Юпітера — 3,660.